# Jean Deloncle
 (signalé en août 2025).
Si vous disposez d'ouvrages ou d'articles de référence ou si vous connaissez des sites web de qualité traitant du thème abordé ici, merci de compléter l'article en donnant les références utiles à sa vérifiabilité et en les liant à la section « Notes et références ».
- Archive Wikiwix
- Bing
- Cairn
- DuckDuckGo
- E. Universalis
- Gallica
- Google
- G. Books
- G. News
- G. Scholar
- Persée
- Qwant
- (zh) Baidu
- (ru) Yandex
- (wd) trouver des œuvres sur Wikidata

Pas d'image ? Cliquez ici

a Compétitions nationales et continentales officielles uniquement.

Jean Deloncle, né le 27 mai 1932 à Castelnaudary (Aude) et mort le 30 août 2023 à Albi (Tarn), est un joueur français de rugby à XIII évoluant au poste de demi d'ouverture ou de Demi de mêlée dans les années 1950 à 1960.
Après des dbuts au sein du grand club de l'A.S. Carcassonne dominant le rugby à XIII français, il s'engage en 1951 au R.C. Albigeois. Sa période est couronnée de succès avec deux titres de Championnat de France en 1956 et 1958 aux côtés de Gilbert Verdié, André Rives, Gabriel Bellot et Georges Fages. Il termine sa carrière au Villefranche XIII Aveyron.

## Palmarès

### Rugby à XIII
- Collectif :
  - Vainqueur du Championnat de France : 1956 et 1958 (Albi ).
  - Vainqueur de la Coupe de France : 1951 (Carcassonne ).
  - Finaliste du Championnat de France : 1960 (Albi ).

#### Détails en club
| Saison    | Saison                    | Championnat           | Championnat | Coupe           | Coupe      |
| Saison    | Saison                    | Comp.                 | Class.      | Comp.           | Class.     |
| --------- | ------------------------- | --------------------- | ----------- | --------------- | ---------- |
| 1950-1951 | A.S. Carcassonne          | Championnat de France | 1/2 finale  | Coupe de France | Vainqueur  |
| 1951-1952 | RC Albigeois              | Championnat de France | 5e          | Coupe de France | 1/4 finale |
| 1952-1953 | RC Albigeois              | Championnat de France | 8e          | Coupe de France | 1/8 finale |
| 1953-1954 | RC Albigeois              | Championnat de France | 8e          | Coupe de France | 1/2 finale |
| 1954-1955 | RC Albigeois              | Championnat de France | 1/2 finale  | Coupe de France | 1/4 finale |
| 1955-1956 | RC Albigeois              | Championnat de France | Champion    | Coupe de France | 1/4 finale |
| 1956-1957 |                           | Championnat de France |             | Coupe de France |            |
| 1957-1958 | RC Albigeois              | Championnat de France | Champion    | Coupe de France | 1/2 finale |
| 1958-1959 | RC Albigeois              | Championnat de France | 1/2 finale  | Coupe de France | 1/8 finale |
| 1959-1960 | RC Albigeois              | Championnat de France | Finaliste   | Coupe de France | 1/4 finale |
| 1960-1961 | RC Albigeois              | Championnat de France | 1/4 finale  | Coupe de France | 1/8 finale |
| 1961-1962 | Villefranche XIII Aveyron | Championnat de France |             | Coupe de France | 1/8 finale |